# Кисловка (Харьковская область)
Кисловка (укр. Кислівка) — село,
Кисловский сельский совет,
Купянский район,
Харьковская область, Украина.
Код КОАТУУ — 6323782501. Население по переписи 2001 года составляет 965 (448/517 м/ж) человек.
Является административным центром Кисловского сельского совета, в который, кроме того, входят сёла
Котляровка,
Крахмальное и
Табаевка.

## Географическое положение
Село Кисловка находится на расстоянии 27 км от Купянска и в 5 км от реки Кобылка.
К селу примыкает село Котляровка.
Через село проходит железная дорога Купянск — Сватово — Попасная, станция Кисловка.
Рядом проходит автомобильная дорога Р-07.

## Происхождение названия
На территории Украины 2 населённых пункта с названием Кисловка.

## История
- 1710 — дата основания.
- В годы войны 291 житель села воевал на фронтах в рядах Советской армии; из них погибли 152 воина; 270 были награждены боевыми орденами и медалями СССР.[1] Советский воин санинструктор М. С. Шкарлетова совершила подвиг на Висле и была удостоена звания Герой Советского Союза.[1]
- В 1976 году в селе было 319 дворов, население составляло 1064 человека.
- 8 мая 2024 года, село было оккупировано Россией.

## Экономика
- Молочно-товарная и птице-товарная фермы.
- Купянский комбинат хлебопродуктов, ЗАО.

## Объекты социальной сферы
- Детский сад.
- Школа.
- Кисловская амбулатория семейной медицины.

## Достопримечательности
- Братская могила советских воинов. Похоронено 93 воина.
- Детский садик "Сонечко"

## Известные люди
- Шкарлетова Мария Савельевна (1925—2003) — Герой Советского Союза, родилась 3 февраля 1925 года в селе Кисловка.